# Hispanic Television
HTV (acronimo di Hispanic TV) è un'emittente televisiva latino-americana, che trasmette video di musica ispanica. È proprietà dalla WarnerMedia ed è disponibile negli Stati Uniti d'America, nell'America Latina ed in Europa. È un'emittente musicale tematica interamente in lingua spagnola, e trasmette una selezione di brani di successo del presente e del passato. Il suo format include balada, salsa, merengue ed altri generi di musica latina popolari, introdotti dai loro stessi interpreti. HTV è trasmessa in tutti i Paesi ispanofoni.
L'emittente viene lanciata il 1º gennaio 1995. Dodici anni dopo, a dicembre 2007, TBS Networks ha acquisito HTV, assieme a Fashion TV, Infinito, I.Sat, MuchMusic, Retro, e Space da Claxson Interactive Group.